# Batrachomyomachia

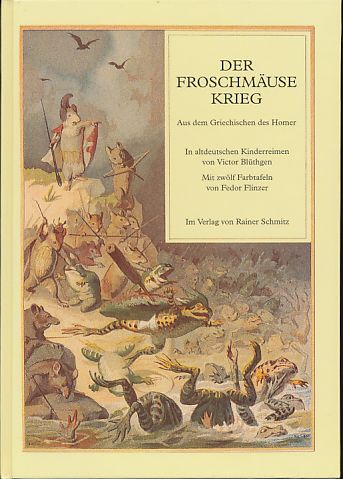
La Batrachomyomachia dans une traduction en allemand de 1878 en littérature. Illustrateur : Fedor Flinzer, traducteur : Victor Blüthgen.

La Batrachomyomachia (en grec ancien Βατραχομυομαχία / Batrakhomyomakhía, littéralement « La Bataille des grenouilles et des rats ») est une épopée comique parodiant l’Iliade. Elle compte 303 hexamètres dactyliques. Les vers 9 à 88 présentent des similitudes fortes avec la fable d'Ésope : Le Rat et la grenouille. Elle fut largement attribuée, dans l'Antiquité, à Homère. Plutarque (De Herodoti malignitate, 43), lui, en fait l'œuvre d'un dénommé Pigrès d'Halicarnasse, frère d'Artémise Ire de Carie — datation beaucoup plus tardive (début du Ve siècle av. J.-C.). Certains indices laissent supposer que sa rédaction doit être située à l'époque hellénistique.
Son préambule déclare :

« En commençant ma première colonne, j'implore la ronde
Héliconienne de gagner mon cœur, afin que je chante !
Sur mes genoux, je viens de confier mon poème aux tablettes
— Lutte infinie, ouvrage d'Arès amateur de tumulte —
Et je prie les mortels de vouloir ouvrir leurs oreilles
Aux combats que les rats ont livrés parmi les grenouilles,
En imitant les travaux des Géants issus de la Terre… »

— (trad. Philippe Brunet)
Si le poème commence bien par le traditionnel appel aux Muses, l'auditeur est invité non plus à entendre chanter un aède, mais à écouter quelqu'un lire. Pour le reste, l'œuvre parodie très étroitement l’Iliade, usant et abusant de l'épithète homérique, au point que deux des héros, Psicharpax (Ψιχάρπαξ / Psikhárpax, littéralement « Rognequignon ») et Physignathos (Φυσίγναθος / Physígnathos, littéralement « Maxigoître ») se présentent l'un à l'autre comme le font Diomède et Glaucos lors du chant VI (v. 199–236).
Très appréciée au Moyen Âge et à la Renaissance, elle a été, à de nombreuses reprises, traduite et adaptée.

## Traductions et adaptations
- 1534, La Bataille fantastique des roys Rodilardus et Croacus, plaisante invention d'Homère, Lyon, Juste ; rééditions Paris, Lotrian, 1534 ; Poitiers, Marnef, 1535 ; Blois, Angelier, 1554 et Lyon, Rigaud, 1559 Gallica. Traduction du latin d'Eliseo Calenzio, parfois attribuée à tort à Antoine Milesius ou à Rabelais (adaptation en prose)
- 1540, Le Grand Combat des Ratz et des Grenouilles traduction en alexandrins d'Antoine Macault en ligne
- 1554, La Batrachomyomachie traduction de Guillaume Royhier BnF
- 1580, La Bataille des Rats et des Grenouilles faite à l'imitation de la Batrachomyomachie d'Homère, traduction anonyme en décasyllabes en ligne
- 1615, La Batrachomyomachie d'Homère, traduction en alexandrins de Salomon Certon Gallica
- 1668, Guerre Comique, adaptation anonyme en vers burlesques (octosyllabes) Gallica
- 1717, Batrachomyomachie d'Homère, ou Combat des Rats et des Grenouilles en vers françois, traduction en alexandrins de Jean Boivin le Cadet Gallica
- 1784, La Batrachomyomachie, hymnes et autres pièces fugitives attribuées à Homère, traduction de Pierre-Louis-Claude Gin BnF
- 1818, La Batrachomyomachie, ou Combat des Rats et des Grenouilles, traduction en prose de Jean-Baptiste Dugas-Montbel Gallica
- 1823, La Batracho-myomachie, ou le Combat des rats et des grenouilles, traduction de Jules Berger de Xivrey BnF
- 1823, La Batrachomyomachie, ou le Combat des rats et des grenouilles, traduction de Joseph Planche BnF
- 1829, La Batrachomyomachie, ou Le Combat des rats et des grenouilles, en quatre langues, grecque ancienne et moderne, latine et française, traduction latine de Fleury Lécluse, française de Jean Boivin le Cadet et grecque moderne de Demetrius Zinos en ligne
- 1835, Paralipomènes à la Batrachomyomachie ou Supplément au Combat des rats et des grenouilles, adaptation en italien de Giacomo Leopardi
- 1835, La Batrachomyomachie, poëme héroï-comique, imité de Leschès, traduction de l'abbé Vincent Bourdillon BnF
- 1838, La Batrachomyomachie ou Le Combat des rats et des grenouilles, traduction en prose d'Ernest Falconnet Gallica
- 1843, La Batrachomyomachie ou le Combat des Rats et des Grenouilles, traduction en prose de François-Alexandre Benoit Gallica
- 1850, Le Combat des rats et des grenouilles, traduction de Henry Trianon BnF
- 1867, La Bataille fantastique des roys Rodilardus et Croacus, réédition par Paul Lacroix du texte attribué à Rabelais édité originellement par Benoist Rigaud Gallica
- 1868, La Batrakhomyomakhie, traduction en prose de Leconte de Lisle Gallica
- 1871, La Batrachomyomachie d'Homère, combat des rats et des grenouilles, poëme héroï-comique, traduction en vers de Victor Quintius Thouron BnF
- 1888, La Batrachomyomachie, le combat des rats et des grenouilles, poëme héroï-comique attribué à Homère, traduction en vers de A. Loubignac BnF
- 1902, La Batrachomyomachie ou le Combat des Rats et des Grenouilles, traduction en alexandrins d'Eugène Chalon,  illustrée par l'auteur Gallica
- 1920, La Batrachomyomachie, poème attribué à Homère, traduction de Mario Meunier BnF
- 1998, La Batrachomyomachie d'Homère, traduction en hexamètres dactyliques de Philippe Brunet, Edition Allia
- 2016, La Batrachomyomachie : traduction nouvelle, traduction de Bertrand Schmid, Edition Hélice Hélas
- 2017, La Bataille des Grenouilles et des Souris, traduit par Séverine Petit, adapté par Claudio Malpede et illustré par Daniele Catalli, Editions Amaterra